# Juan Farías
Juan Farías fue un actor de cine y teatro argentino de vasta trayectoria artística.

## Carrera
Juan Farías  fue uno de los actores que trascendieron del cine mudo al cine sonoro durante las primerad décadas del siglo XX. Actor de raza, supo plasmar en la pantalla grande generalmente papeles de gauchos. Entre las películas en las que se destacó figuran Juan Moreira (1936) con Nelo Cosimi y Malisa Zini, Malambo (1942) con Delia Garcés y Oscar Valicelli, y Frontera Sur (1943) junto a Elsa O'Connor, 
Formado en la época de los albores del circo porteño, forma a comienzos del siglo XX, la "Compañía Infantil Hermanos Farías", que interpreta obras para todo público escritas especialmente para los chicos, con un fin de fiesta donde cantan, tocan la guitarra y bailan; trabajan en giras hasta que la ley de menores prohíbe su actuación.
En 1910 integra la Compañía José Podestá - Luis Vittone. Luego en 1911 pasa a la "Compañía Nacional Pablo Podestá", que dirigía el actor José Podestá y en la que actuaban, entre otros, Pablo Podestá, Lea Conti, Aurelia Ferrer, Elías Alippi, Antonio Podestá, Totón Podestá, Rosa Bozán, Ubaldo Torterolo, Pierina Dealessi, Humberto Scotti, Jacinta Diana y Ángel Quartucci. En 1936 pasa a formar parte de la Compañía de Podestá en presentó en el Teatro Apolo  donde se estrena Barranca abajo de Florencio Sánchez.

## Vida privada
Estuvo casado hasta su muerte con Blanca Torterolo, nieta de María Teresa Torterolo, que fue madre de los Podestá. Los hijos de este matrimonio, los  cinco hermanos Farías, crecieron en el circo criollo de la ilustre familia. Sus hijos fueron Juanita Farías (n. 1907), , Abelardo (n. 1908), la actriz y vedette Cora Farías (n. 1910), María A. (Keka) (n. 1912) y el famoso comediante Dringue Farías (n. 1914), todos ellos artistas.

## Filmografía
- 1931: El amanecer de una raza.
- 1936: Juan Moreira.
- 1940: Nosotros... los muchachos
- 1942: Malambo.
- 1942: Sendas cruzadas.
- 1943: Frontera Sur.[2]

## Teatro
- Historia gaucha (1910)
- Todo por ellas (1910)
- Las romerías (1910)
- Pavesi (1910)
- Don Costa, Fraile (1910)
- El presidiario (1910)
- El final de una tragedia (1910)
- Alma Sajona (1910)
- La última carta (1910)
- El centenario (1910)
- La seca (1911)
- El indio (1911)
- La nota roja (1911)
- Barranca abajo (1911)
- La luz de hoguera (1915)
- La viuda influyente (1915)
- Hacia las cumbres (1915)
- Mozo de suerte (1915)
- Los paraísos artificiales (1915)
- La novia de Floripondio (1915)
- Silvio Torcelli (1915)
- La suerte perra (1915)
- Crisis matrimonial (1915)
- Los espantajos (1915)
- La vuelta de Braulio (1915)
- El zonda (1915)
- El rancho de las violetas (1915)